# Юзефович Ян Томаш
Ян То́маш Юзефо́вич (пол. Jan Tomasz Józefowicz, 1663, Львів — 19 квітня 1728/1729)  — львівський католицький священик, автор хроніки Львова в 1624—1700 роках (продовжує хроніку Бартоломея Зиморовича).

## Біографія
Ян Томаш Юзефович народився 1663 р. у родині багатого львівського вірменського міщанина Станіслава Юзефовича та його дружини — Терези делла Ріппа Убальдіні.

Предки були видатними постатями в історії Львова: дід — начальник міського арсеналу — під час облоги Львова 1648 р. козаками і кримськими татарами під проводом Богдана Хмельницького поводився так хоробро й енергійно, що згодом, по його смерті, маґістрат увільнив його вдову від усіх податків і заніс її ім'я до списку 12 почесних міських вдів.

Батько майбутнього літописця постачав провіант польській армії; 1664 р. загинув під час облоги у Ставищах.
Вихованець і викладач Яґеллонського університету в Кракові, канонік римо-католицької капітули у Львові (обраний у 1693 році). Близько 1699 року був пробощом у селі Мильчиці — маєтку холмського стольника Якуба Ожґи.
1704 р. після захоплення Львова Карлом XII, Ян Томаш Юзефович небезуспішно виконував дипломатичну і посередницьку місії.
Помер 19 квітня 1728 р. у Львові.

## Хроніка міста Львова
Автор хроніки «Зауваження про життя львівських архієпископів» (латинською мовою), яка містить відомості про події в Галичині, зокрема, у Львові. Хроніка була вперше видана К.Півоцьким у скороченому польському перекладі Kronika miasta Lwowa od 1634—1690 (1854 р.), згодом Володимиром Антоновичем в оригіналі «Летопись событий в Южной Руси Львовского каноника Яна Юзефовича 1624—1700»(1888 р.). У 2008 р. було розпочато роботу з перекладу «Летописи…» українською.
Хроніка Яна Томаша Юзефо́вича є важливим джерелом з історії Львова часів Хмельниччини, зокрема, двох невдалих облог міста Хмельницьким (разом з кримськими татарами та московитами). На думку Павела Борека, Я. Т. Юзефович — «один із небагатьох авторів старопольського періоду, хто здобувся на об'єктивізм в описі причин козацького зриву 1648 р.». Наскільки видатне це досягнення, можна судити, по-перше, з того, що історик мусив виступати на боці офіційної ідеології, навіть не бувши свідком описаних драматичних подій — адже їхні наслідки ще давалися державі взнаки; по-друге, ту війну зазвичай описували з обох боків (українського та польського) як явище апокаліптичного характеру, якому, за словами Наталії Яковенко, мали відповідати прикмети «кінця часів»: нелюдські злочини, святотатство, моторошні візії повальної загибелі, незвичайні кари тощо.
Справді, «достатньо розлогий арсенал мандрівних топосів», за допомогою яких тогочасна людина описувала те, що відбувалося навколо, заважає нам дошукатися істини про справжні масштаби трагічних подій — тут, безперечно, потрібна глибша дослідницька робота, аніж читання та зіставлення між собою відповідних історіографічних чи художніх текстів.
Автор «Щоденника облоги Львова шведами в 1704 р.» (Lwów utrapiony in anno 1704 albo Dyjaryjusz wziętego Lwowa przez króla szwedzkiego Karola XII die 6 mensis Septembris anno 1704), досі не виданого.